# Fowlers Bay
Fowlers Bay är en ort i Australien. Den ligger i delstaten South Australia, omkring 660 kilometer nordväst om delstatshuvudstaden Adelaide.
Trakten är glest befolkad. 
Genomsnittlig årsnederbörd är 387 millimeter. Den regnigaste månaden är juni, med i genomsnitt 78 mm nederbörd, och den torraste är oktober, med 4 mm nederbörd.